# Zizaniopsis killipii
Zizaniopsis killipii är en gräsart som beskrevs av Jason Richard Swallen. Zizaniopsis killipii ingår i släktet Zizaniopsis och familjen gräs. Inga underarter finns listade i Catalogue of Life.